# ドッディ・ウィアーカップ
ドッディ・ウィアーカップ（Doddie Weir Cup）は、2018年から行われているスコットランド代表とウェールズ代表の間で行われるラグビーユニオンの定期戦。現在はシックス・ネイションズの一環として行われている。

## 概要
このカップは、2016年に運動ニューロン病と診断された元スコットランド代表選手ドッディ・ウィアー（Doddie Weir）にちなんで、この病気への意識を高めるために2018年に設けられた。
ドッディ・ウィアーは、運動ニューロン病に関する慈善団体「My Name'5 Doddie Foundation」を設立。「s」を「5」と表記するのは、彼のポジションがロック（背番号4と5）だったことにちなむ。
トロフィーのデザインはジュエリー会社Hamilton & Inchesが行い、上部に青と黄のタータンチェックがほどこされ、左右に大きな持ち手がついている。そのデザインについてドッディ・ウィアーは、「私の大きな耳を模倣するために、素晴らしい仕事をしてくれた（原文：“Hamilton & Inches have done an absolutely fantastic job in making it with some big handles to emulate my massive ears!”）」と述べた。
第1回（2018年11月）の試合はオータム・ネイションズシリーズの一環で実施された。当初、スコットランドラグビー協会とウェールズラグビー協会は、寄付を予定していなかった。しかし抗議の声が高まり、両協会はあわせて「6桁ポンド（2018年当時、100,000ポンドの場合は約1470万円相当）」を同団体へ寄付することになった。
第2回（2019年）以降は、シックス・ネイションズの一環として実施されている。2020年は新型コロナウイルス感染症の世界的流行のためシックス・ネイションズ2020の最終節の試合がすべて延期され、通常より半年遅い秋に実施された。
2022年11月26日、ドッディ・ウィアーはこの疾患のため52歳で死去した。

## 結果
第1回のみオータム・ネイションズシリーズ。第2回以降はシックス・ネイションズ。第3回（2020年）は新型コロナウイルス感染症の世界的流行のため延期され秋に実施した。
引き分けの場合は、どちらも勝者にはならない。
2025年まで8回対戦が行われ、ウェールズ・スコットランド共に4勝4敗。
| 回 | 年   | 開催日   | 勝者 (回数)        | 得点 ホーム対アウェー | 会場                                         | レポート      |
| -- | ---- | -------- | ------------------ | --------------------- | -------------------------------------------- | ------------- |
| 1  | 2018 | 11月3日  | ウェールズ (1)     | 21–10                 | ミレニアム・スタジアム（カーディフ）         | [ 15 ]        |
| 2  | 2019 | 3月9日   | ウェールズ (2)     | 11–18                 | マレーフィールド・スタジアム（エディンバラ） | [ 16 ]        |
| 3  | 2020 | 10月31日 | スコットランド (1) | 10–14                 | パーク・ア・スカーレッツ（ラネリー）         | [ 14 ] [ 9 ]  |
| 4  | 2021 | 2月13日  | ウェールズ (3)     | 24–25                 | マレーフィールド・スタジアム（エディンバラ） | [ 17 ] [ 18 ] |
| 5  | 2022 | 2月12日  | ウェールズ (4)     | 20-17                 | ミレニアム・スタジアム（カーディフ）         | [ 19 ] [ 20 ] |
| 6  | 2023 | 2月11日  | スコットランド (2) | 35–7                  | マレーフィールド・スタジアム（エディンバラ） | [ 21 ] [ 22 ] |
| 7  | 2024 | 2月3日   | スコットランド (3) | 26-27                 | ミレニアム・スタジアム（カーディフ）         | [ 23 ] [ 24 ] |
| 8  | 2025 | 3月9日   | スコットランド (4) | 35-29                 | マレーフィールド・スタジアム（エディンバラ） | [ 25 ]        |